# Alexander Ott
Alexander Ott (* 25. April 1908 als Georg Julius Schmidt in Lichterfelde bei Berlin; † 14. Januar 1978 in Wildpark West, Brandenburg) war ein deutscher Schriftsteller, der in der DDR vor allem als Textdichter politischer Lieder bekannt war. Er war auch Nachdichter zahlreicher fremdsprachiger Lieder, insbesondere aus der Sowjetunion. Außerdem komponierte er Lieder.

## Werke
- Der Henker, Laienspiel, Potsdamer Verl.-Ges., 1948[3]
- Parole: Freies Deutschland, Erzählung, Verlag des Ministeriums für nationale Verteidigung, 1956

- Nachdruck in: Kniga dlja čtenija na nemeckom jazyke; Vypusk 13 (Lesebuch für die deutsche Sprache, Heft 13), Moskau, 1970, Voennoe Izd. Ministerstva oborony SSSR (Militärverlag des Verteidigungsministeriums der UdSSR)
- Unter gleichem Titel Fernsehspiel im DDR-Fernsehen, Erstausstrahlung am 2. Februar 1960; Regie: Rudi Kurz, u. a. mit den Darstellern Jochen Thomas, Gerry Wolff, Herbert Köfer

- Die Stärkeren; mit Freimut Kessner, Zeichnungen: Herbert Böhnke; VEB Stahl- u. Walzwerk Brandenburg (Havel), 1957